# Gilbert (Carolina del Sud)
Gilbert és una població dels Estats Units a l'estat de Carolina del Sud. Segons el cens del 2000 tenia 500 habitants.

## Demografia
Segons el cens del 2000, Gilbert tenia 500 habitants, 181 habitatges i 148 famílies. La densitat de població era de 85 habitants/km².
Dels 181 habitatges en un 53% hi vivien nens de menys de 18 anys, en un 56,4% hi vivien parelles casades, en un 16,6% dones solteres, i en un 18,2% no eren unitats familiars. En el 16% dels habitatges hi vivien persones soles el 6,6% de les quals corresponia a persones de 65 anys o més que vivien soles. El nombre mitjà de persones vivint en cada habitatge era de 2,76 i el nombre mitjà de persones que vivien en cada família era de 3,05.
Per edats la població es repartia de la següent manera: un 33,2% tenia menys de 18 anys, un 7% entre 18 i 24, un 32,4% entre 25 i 44, un 19,6% de 45 a 60 i un 7,8% 65 anys o més.
L'edat mediana era de 32 anys. Per cada 100 dones de 18 o més anys hi havia 96,5 homes.
La renda mediana per habitatge era de 46.563 $ i la renda mediana per família de 52.500 $. Els homes tenien una renda mediana de 35.707 $ mentre que les dones 25.000 $. La renda per capita de la població era de 19.909 $. Entorn del 8,9% de les famílies i el 8,6% de la població estaven per davall del llindar de pobresa.

## Poblacions més properes
El següent diagrama mostra les poblacions més properes.